# ヤシン (小惑星)
ヤシン (3442 Yashin) は小惑星帯に位置する小惑星である。1978年にリュドミーラ・ジュラヴリョーワがクリミア天体物理天文台で発見した。
史上最高のゴールキーパーと評されるロシア人サッカー選手、レフ・ヤシンから命名された。